# لئون فلاش
لئون فلاش (انگلیسی: Leon Flach؛ زادهٔ ۲۸ فوریهٔ ۲۰۰۱) بازیکن فوتبال اهل آلمان است.
وی همچنین در تیم‌های ملی فوتبال جوانان آلمان و United States men's national under-20 soccer team بازی کرده‌است.